# Václav Jindřich
Václav Jindřich (10. září1854 Cítoliby – 27. března 1898 Cítoliby) byl rakouský a český sedlák a politik, na konci 19. století poslanec Českého zemského sněmu.

## Biografie
Vystudoval reálnou školu v Lounech. Působil dlouhodobě jako starosta rodných Cítolib a člen okresní školní rady. Byl také předsedou okresního hospodářského spolku a zakladatelem a předsedou rolnického akciového cukrovaru v Lounech. Zasedal v okresním zastupitelstvu v Lounech. Při okresních volbách roku 1894 ovšem neuspěl v kurii městysů a byl pak narychlo nominován za kurii průmyslu a obchodu.
Koncem 80. let 19. století se zapojil i do zemské politiky. Ve volbách v roce 1889 byl zvolen v kurii venkovských obcí (volební obvod Rakovník, Křivoklát, Louny, Nové Strašecí) do Českého zemského sněmu. Politicky patřil k mladočeské straně. Mandát zde obhájil i ve volbách v roce 1895.
Od roku 1896 byl ředitelem Zemské banky. Zemřel v březnu 1898.